# Tori Spelling
Victoria Davey "Tori" Spelling, född 16 maj 1973 i Los Angeles, Kalifornien, är en amerikansk skådespelare. Hon är dotter till producenten Aaron Spelling och syster till skådespelaren Randy Spelling. 
Spelling är mest känd som Donna Martin i TV-serien Beverly Hills 90210. Hon hade också en stor hit med sin egen tv-serie so noTORIous, som var en parodi på hennes eget liv. Spelling har sedan dess haft sin egen realityshow tillsammans med sin man Dean McDermott, där paret skulle ta hand om ett Bed&Breakfast.
Spelling hoppade av Beverly Hills efter bråk om sin lön, då de andra i serien skulle få en högre summa. Hon har fem barn med Dean McDermott, Liam Aaron (född 13 mars 2007), Stella Doreen (född 9 juni 2008), Hattie Margaret (född 10 oktober 2011), Finn Davey (född 30 augusti 2012) och Beau Dean (född 2 mars 2017).
Spelling har gett ut tre böcker – sTORI TELLING, Mommywood och uncharted terriTORI.

## Produktioner

### Filmer
- Troop Beverly Hills (1989)
- The House of Yes (1997)
- Scream 2 (1997)
- Perpetrators of the Crime (1998)
- Trick (1999)
- Sol Goode (2001)
- Scary Movie 2 (2001)
- Naked Movie (2002)
- Evil Alien Conquerors (2002)
- 50 Ways to Leave Your Lover (2004)
- Cthulhu (2006)
- Mind over Murder (2006)
- The house sitter (2007)

### Serier
- Shooting Stars (1983)
- The Three Kings (1987)
- Pang i plugget (1990-1991))
- Beverly Hills, 90210 (1990-2000)
- A Friend to Die For (1994)
- Awake to Danger (1995)
- Deadly Pursuits (1996)
- Co-Ed Call Girl (1996)
- Mother, May I Sleep with Danger? (1996)
- The Alibi (1997)
- So Downtown (2003)
- A Carol Christmas (2003)
- The Family Plan (2005)
- Hush (2005)
- So noTORIous (2006)
- Smallville (2007)
- Tori&Dean:Inn love(2007-2008)
- Tori&Dean:Home sweet Hollywood(2008-)
- 90210 (2009) - Gästroll